# تونی فرناندز
تونی فرناندز (به انگلیسی: Tony Fernandes) (زاده ۳۰ آوریل ۱۹۶۴) کارآفرین و مدیر ارشد اجرایی مالزیایی-بریتانیایی است، که در حال حاضر به‌عنوان مدیر عامل اجرایی شرکت ایرآسیا و رییس هیئت مدیره باشگاه فوتبال کویینز پارک رنجرز فعالیت می‌نماید.
فرناندز در سال ۱۹۹۴ شرکت هواپیمایی ایرآسیا را تأسیس کرد، سپس در سال ۲۰۰۷ نیز اقدام به راه‌اندازی شرکت ایرآسیا ایکس نمود. وی همچنین بنیانگذار گروه تیون می‌باشد، که از طریق آن، بر شرکت‌های زیرمجموعه خود، مدیریت می‌نماید.